# 2. Zerstörerflottille (Kriegsmarine)
Die 2. Zerstörerflottille war ein militärischer Verband der deutschen Kriegsmarine im Zweiten Weltkrieg.

## Geschichte
Die 2. Zerstörerflottille wurde im Herbst 1938 aus der 2. Zerstörerdivision aufgestellt. Die 2. Zerstörerflottille erhielt Z 1 Leberecht Maass, Z 5 Paul Jacobi, Z 6 Theodor Riedel, Z 7 Hermann Schoemann und Z 8 Bruno Heinemann zugeteilt. Die Unterstellung erfolgte unter den Führer der Zerstörer.
Den ersten Kriegseinsatz hatte die Flottille im September 1939 beim Auslegen der „Westwall“-Minensperren in der Nordsee. Im gleichen Jahr waren die Zerstörer der Flottille beim Überfall auf Polen eingesetzt und waren ab da an bis 1940 für den Handelskrieg eingesetzt. Ebenso kamen Sicherung für Minenunternehmen in der Nordsee dazu. Im Februar 1940 wurde Z 1 durch einen deutschen Luftangriff, welcher infolge von Kommunikationsfehlern stattfand, im Rahmen des Unternehmens Wikinger versenkt. In dieses Unternehmen war auch Z 6 eingebunden. 1940 erfolgte im Zuge der Operation Weserübung der Einsatz vor Norwegen.
Nachdem aber ein Großteil der deutschen Zerstörer bei der Schlacht um Narvik Mitte April 1940 zerstört oder zumindest beschädigt worden waren, wurde im Mai 1940 die 5. und 6. Zerstörerflottille aufgestellt, welche die noch einsatzfähigen deutschen Zerstörer aufnahmen. Am 18. April 1940 wurde die 2. Zerstörerflottille aufgelöst. Die übriggebliebenen Zerstörer wurden zur Aufstellung der 6. Zerstörerflottille verwendet.

## Zugehörige Einheiten
- Z 1 Leberecht Maass, am 22. Februar 1940 versenkt
- Z 5 Paul Jacobi
- Z 6 Theodor Riedel
- Z 7 Hermann Schoemann
- Z 8 Bruno Heinemann

## Flottillenchefs
- Fregattenkapitän/Kapitän zur See Friedrich Bonte: von November 1938 bis Oktober 1939, anschließend Führer der Torpedoboote und später Führer der Zerstörer
- Fregattenkapitän Rudolf von Pufendorf: von Oktober 1939 bis zur Auflösung, vormals Kommandant von Z 2 Georg Thiele und vorher Kommandant von Z 14 Friedrich Ihn

## Bekannte Personen (Auswahl)
- Leutnant zur See Hartwig Looks (1917–2005), von September 1939 bis April 1930 Adjutant